# Lilia Zilberstein
Lilia Yefímovna Zilberstein (en ruso: Лилия Ефимовна Зильберштейн; nacida el 19 de abril de 1965 en Moscú) es una pianista rusa.

## Biografía
Empezó a tocar el piano a la edad de 5 años y, tras 12 años de clases con Ada Traub en la Escuela Estatal de Música Gnessin de Moscú, prosiguió sus estudios con Aleksandr Sats en el Instituto Gnessin, diplomándose en 1988. En 1985 ya había conseguido el Primer Premio del Concurso de la Federación Rusa y también el Concurso Allumions en Riga. Saltó a la fama después de ganar en 1987 el Concurso Busoni en Bozen, causando gran sensación; hay que tener en cuenta que no volvió a haber Primer Premio hasta 5 años después. Este triunfo le abrió el circuito italiano, y tan pronto como se graduó se embarcó en un tour, en el que debutó en el Maggio Musicale Fiorentino. Terminó la gira con su debut en Múnich y fue inmediatamente contratada por Deutsche Grammophon. Se instaló en Hamburgo dos años más tarde, donde aún vive con su marido y sus dos hijos, Daniel y Anton. Desde entonces, ha tenido una exitosa carrera de concertista.
Desde 1988 ha actuado regularmente en Italia, los EE. UU., Austria, Francia y en  casi todos los países europeos, así como en México, Japón, Corea y Brasil, país al que volvió en 2003. Durante muchos años, Lilia Zilberstein ha actuado en dúo con Martha Argerich o con Maksim Vengérov en Noruega, Francia, Alemania e Italia – Bolonia, Brescia, Bergamo– en  Lugano, Suiza, en el teatro Châtelet de París, en el Barbican de Londres, en el Carnegie Hall de Nueva York, en Lisboa, Glasgow, Moscú, Ámsterdam, Viena, Hamburgo, Brasil – Río de Janeiro y Sao Paulo -, México, Japón y Taiwán. 
Lilia Zilberstein hizo su debut con la Filarmónica de Berlín y Claudio Abbado en 1991, y colabora regularmente con la orquesta. Ha actuado con muchas de las grandes orquestas internacionales, como la Sinfónica de Chicago, Orquesta Sinfónica Chaikovski de Moscú, London Symphony y Royal Philharmonic de Londres, Orquesta de La Scala de Milán, Staatskapelle de Dresde, etc.; con directores como Paavo Berglund, Semión Bychkov, Christoph Eschenbach, Vladímir Fedoséyev, Dmitri Kitayenko, James Levine o Marcello Viotti. 
En 1998 recibió el Premio de la “Accademia Musicale Chigiana” de Siena, que también ha galardonado a otros intérpretes como Gidon Kremer, Anne-Sophie Mutter y Krystian Zimerman. Enseña en la Accademia Musicale Chigiana desde hace 2011. 
Lilia Zilberstein ha grabado sobre todo para Deutsche Grammophon, con recitales y los Conciertos de piano de Grieg (Neeme Järvi y la Sinfónica de Göteborg), y de Rajmáninov: 2.º y 3.er Concierto (Abbado y la Filarmónica de Berlín).  
Otras grabaciones incluyen la Sonata para dos pianos de Brahms con Martha Argerich para EMI. 
También ha grabado obras de Muzio Clementi para Hänssler-Classic.  
En los últimos años, Lilia Zilberstein ha actuado en los EE. UU., Canadá, Italia, España y Austria y en las principales ciudades alemanas, incluyendo una extensa gira con la Filarmónica de Moscú. También ha actuado con la Orquesta de la Radio de Viena en el Musikverein, en el Gewandhaus de Leipzig, el Konzerthaus de Berlín con la Orquesta Sinfónica de la Radio y un maratón de música de Rajmáninov en Múnich, interpretando sus cuatro Conciertos de piano y las Variaciones Paganini a lo largo de tres tardes

## Discografía seleccionada
- Johannes Brahms - Variaciones sobre un tema de Paganini, op.35; Intermezzi op.117; 6 Piezas, op.118. 1990, Deutsche Grammophon.
- Brahms - 3.ª Sonata para violín, op.108, junto con Maxim Vengerov. EMI
- Brahms - Sonata para dos pianos, op.34b, junto con Martha Argerich. De 2002, EMI.
- Brahms - 1.er Concierto para piano y orquesta, op.15; Obertura trágica [4 manos, arreglo de Brahms], junto con Cord Garben. Hänssler Clásico
- Frédéric Chopin - 1.ª Sonata para piano, op.4; Mazurkas B. 4, 16, 73, 82, 85, 134, 140; Rondós op.1, 5., Vals en la bemol mayor (op. post KK 1237), y en do menor (op. post, KK 1238-9), Deutsche Grammophon.
- Edvard Grieg - Concierto para piano y orquesta, op.16. Orquesta Sinfónica de Gotemburgo - Neeme Järvi. Deutsche Grammophon.
- Modest Músorgski - Cuadros de una exposición; Nikolai Medtner - 8 Melodías Olvidadas, op.38 (selección); Sergei Taneyev - Preludio y Fuga op.29
- Serguéi Rajmáninov - 2.º Concierto para piano y orquesta, op.18; 3.er Concierto para piano y orquesta, op.30. Orquesta Filarmónica de Berlín - Claudio Abbado. Deutsche Grammophon.
- Rajmáninov - Sonata para Violonchelo, op.19, junto con Gautier Capuçon. De 2002, de la EMI.
- Rajmáninov - Preludios, op.32 Deutsche Grammophon
- Franz Schubert - Sonata D. 850; Franz Liszt - Après une lecture du Dante; Schubert/Liszt - Gretchen am Spinnrade. 1990, Deutsche Grammophon.
- Dmitri Shostakóvich - 1.ª Sonata para piano op.12 - Deutsche Grammophon.
- Shostakóvich - Concertino para dos pianos op.94 - junto con Martha Argerich. De 2006, EMI
- Ludwig van Beethoven - Sonata N.º 2 en la Mayor, Op. 2. Live, 2007, K&K Verlagsanstalt.
- Beethoven - Sonata N.º 23 en fa Menor, Op. 57 "Appassionata". Live, 2007, K&K Verlagsanstalt.
- Brahms - Ocho piezas para piano, Opus 76. Live, 2008, K&K Verlagsanstalt.
- Brahms - Once variaciones sobre un tema original en re mayor, Opus 21, N.º 1. Live, 2008, K&K Verlagsanstalt.
- Brahms - Catorce variaciones sobre una melodía húngara en re mayor, Opus 21, N.º 2. Vivir, 2008, K&K Verlagsanstalt.